# Kim Hee-chul

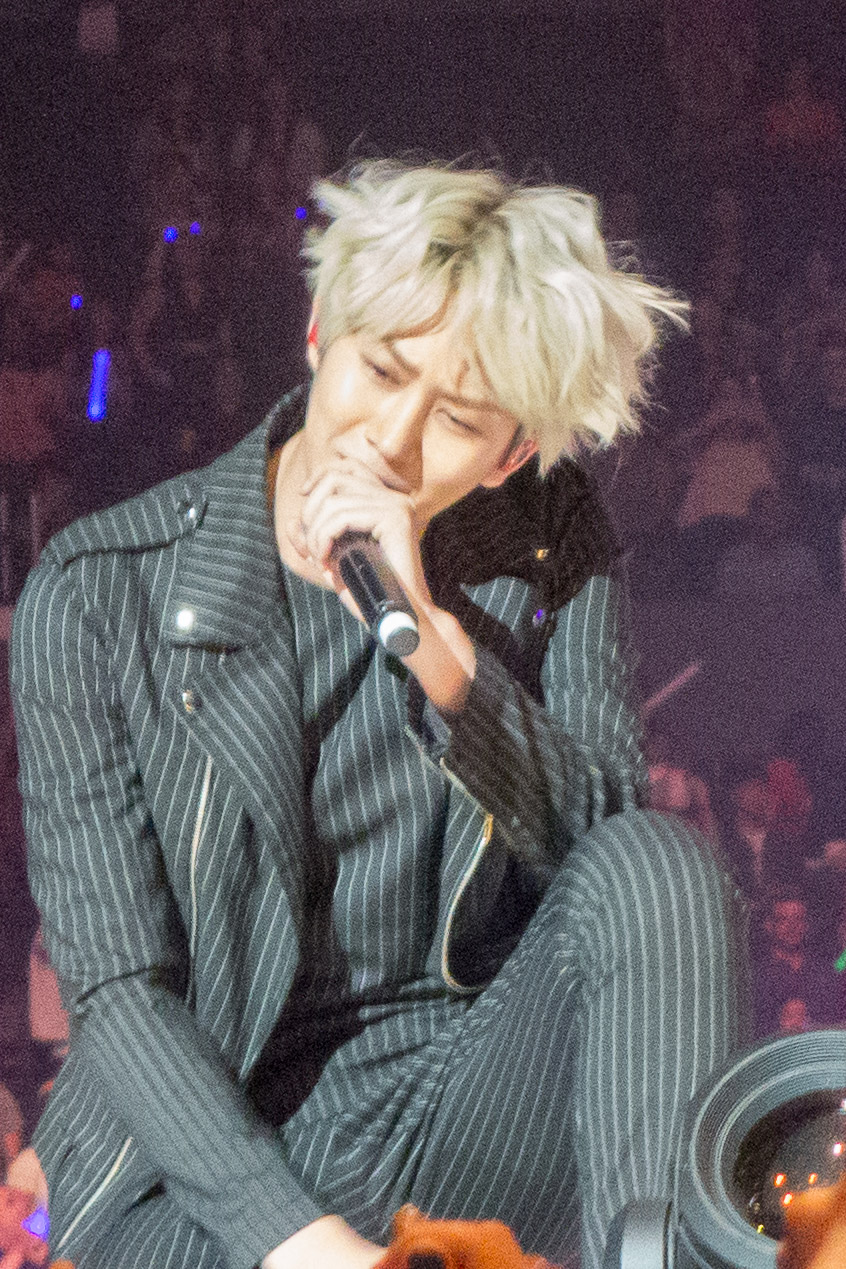
Heechul (2015)

Kim Heechul (* 10. Juli 1983 in Hoengseong-gun, Gangwon-do) ist ein südkoreanischer Popsänger, Schauspieler, Fernsehmoderator und ein Mitglied der Boygroup Super Junior, sowie in deren Subgruppe Super Junior-T.

## Leben
Heechul wurde 2002 bei SM Entertainment unter Vertrag genommen und sollte eigentlich in der Boyband Four Seasons debütieren. Die Band wurde allerdings noch vor Debüt aufgelöst und er sowie sein späterer Bandkollege Kangin wurden zur Band Super Junior gebracht. Schon vor dem Debüt von Super Junior, arbeitete Heechul als Model und Schauspieler und war in verschiedenen Serien und Filmen zu sehen. So spielte er 2005, zusammen mit seinem Bandkollegen Kibum, in dem Teeniedrama Sharp 2.
Im November 2005 debütierte Heechul mit der Band Super Junior. Das Debütalbum erreichte Platz 3 in den koreanischen Albumcharts. Eigentlich war Super Junior eine geplante Rotationsband, welche jedes Jahr Bandmitglieder entlassen sollte, um jüngeren Mitgliedern den Einstieg in die Band ermöglichen zu können. Durch den Erfolg der Band wurde diese Prozedur allerdings nicht durchgeführt. Nach dem Debüt mit Super Junior war Heechul erneut mit Kibum als Schauspieler unterwegs.
Während Heechul mit Super Junior weiterhin Erfolge feiern konnte, wurde er von SM Entertainment 2007 in eine neue Subgruppe von Super Junior eingeteilt, die sich mit der Musikrichtung Trot befasste und deshalb Super Junior - T genannt wurde. Im gleichen Jahr spielte er auch im koreanischen Film Attack on the Pin-Up Boys mit. Zudem hatte er mehrere Auftritte in TV-Serien, und moderierte verschiedene TV-Sendungen. Im November 2007 erhielt Heechul eine Radioshow, welche bis 2008 lief. Des Weiteren debütierte Heechul 2008 als Musicalsänger, zusammen mit seinem Teamkollegen Kangin in dem Musical Xanadu, welches bis November 2008 in Seoul aufgeführt wurde.
2009 war Heechul neben seinen Aktivitäten bei Super Junior in mehreren TV-Shows zu sehen. 2010 erhielt er ebenfalls eine neue Radioshow, welche er 2011 wegen seines Einzugs an Kyuhyun abgab. Im gleichen Jahr veröffentlichte er mit First Star (초별) seine erste Solo-Single. 2011 veröffentlichte er das Lied 뭘봐 (Close Ur Mouth), das er zusammen mit Kim Jung-mo der Band TRAX aufgenommen hatte. Ihr gemeinsames Musikprojekt nannten sie M&D.
Am 1. September 2011 wurde Heechul zum südkoreanischen Armeedienst eingezogen und musste somit seine Aktivitäten bei Super Junior zwangspausieren. Nach 23-monatigem Armeedienst, wurde Heechul am 31. August 2013 aus diesem entlassen.
Nach seinem Armeedienst arbeitete Heechul an seiner Schauspielkarriere und nahm seine Aktivitäten bei Super Junior wieder auf. 2015 gab Heechul mit seinen Teamkollegen ein Comeback mit Super Junior-T sowie nahm er einige Songs mit seinen Bandkollegen für das Album Magic auf.
Am 1. Januar 2020 bestätigte SM Entertainment, dass Heechul in einer Beziehung mit Hirai Momo, Mitglied der Girlgroup Twice, sei, aber sie trennten sich am 8. Juli 2021.

## Diskografie
Beiträge für Soundtracks
- 2008: Don’t Walk Away (Xanadu OST)
- 2009: First Star (Loving You a Thousand Times OST)

## Filmografie

### Film
| Jahr | Filmtitel                 | Rolle                      |
| ---- | ------------------------- | -------------------------- |
| 2007 | Attack on the Pin-Up Boys | Der Ultra Junior Präsident |
| 2010 | Super Show 3 3D           | Er selbst                  |

### Fernsehserien
| Jahr    | Titel                             | Rolle         | Fernsehsender |
| ------- | --------------------------------- | ------------- | ------------- |
| 2005    | Sharp 2                           | Baek Jin-woo  | KBS           |
| 2005    | Loveholic                         | Young chef    | KBS           |
| 2005–07 | Rainbow Romance                   | Heechul       | MBC           |
| 2006    | Mystery 6                         | Himself       | Mnet          |
| 2006    | Bad Family                        | Gong Min      | SBS           |
| 2007–08 | Golden Bride                      | Kim Young-soo | SBS           |
| 2009    | Tae-hee, Hye-kyo, Ji-hyun         | Himself       | MBC           |
| 2009–10 | Loving You a Thousand Times       | Lee Chul      | SBS           |
| 2010    | I am Legend                       | Himself       | SBS           |
| 2011    | Youth Melody                      | Shen Taiyi    | CCTV          |
| 2013    | The Heirs                         | Himself       | SBS           |
| 2014    | Flower Grandpa Investigation Unit | Park Jung-woo | tvN           |

### Realityshows
| Jahr      | Titel                       | Fernsehsender |
| --------- | --------------------------- | ------------- |
| 2005      | Love Letter                 | SBS           |
| 2007      | Idol World                  | KM            |
| 2007–2008 | Explorers of the Human Body | SBS           |
| 2008      | Intimate Note               | SBS           |
| 2008      | Because I Like You          | SBS           |
| 2010      | Family Outing 2             | SBS           |
| 2010      | Running Man                 | SBS           |
| 2011      | Radio Star                  | MBC           |
| 2014      | We Got Married mit Puff Guo | MBC           |
| 2014      | Running Man                 | SBS           |
| 2015      | Knowing Brother             | JTBC          |

## Weitere Aktivitäten

### Radioshow
| Jahr      | Titel                                 |
| --------- | ------------------------------------- |
| 2005–2006 | Young Street Radio (영스트리트)       |
| 2010–2011 | HeeChul's Young Street – SBS Power FM |

### Musical
| Jahr | Titel  |
| ---- | ------ |
| 2008 | Xanadu |